# Piper Curda
Piper Joy Curda (Tallahassee, 16 augustus 1997) is een Amerikaanse actrice.

## Biografie
Curda werd geboren in Tallahassee in een gezin van vijf kinderen en groeide op in Chicago.
Curda begon in 2008 als jeugdactrice met acteren in de film Nothing Like the Holidays, waarna zij nog meerdere rollen speelde in films en televisieseries. Naast het acteren voor televisie is zij ook actief in het theater.

## Filmografie

### Films
Uitgezonderd korte films.
- 2023 May December - als Honor Atherton-Yoo
- 2022 When Time Got Louder - als Jen
- 2022 Never Better - als Syd
- 2020 American Pie Presents: Girls' Rules - als Kayla
- 2019 The Wretched - als Mallory
- 2017 School Spirits - als Tara Freeman
- 2015 Teen Beach 2 - als Alyssa
- 2013 Reading Writing & Romance - als Fiona
- 2013 Phys Ed - als Nancy
- 2012 Shmagreggie Saves the World - als Meghan
- 2008 Nothing Like the Holidays - als buurmeisje

### Televisieseries
Uitgezonderd eenmalige gastrollen.
- 2022 Legacies - als Jen - 7 afl.
- 2018-2021 Youth & Consequences - als Grace Ho - 7 afl.
- 2017 Just Another Nice Guy - als Audrey - 3 afl.
- 2014-2015 I Didn't Do It - als Jasmine Kang - 39 afl.
- 2012-2015 Randy Cunningham: Ninja op School - als Debby Kang - 6 afl.
- 2013-2014 A.N.T. Farm - als Kennedy Van Buren - 5 afl.
- 2011-2012 Rule the Mix - als Casey - 26 afl.